# Двигатель Toyota AR
Двигатели Toyota AR — серия рядных четырёхцилиндровых бензиновых двигателей внутреннего сгорания японской компании Toyota, находящихся в производстве с 2008 года. Впервые были представлены на Toyota RAV4, а впоследствии двигатели начали устанавливаться на Toyota Highlander, Toyota Venza, Toyota Camry и Scion tC. 
На серию AR устанавливается алюминиевые блок цилиндров и его головка, а также клапанный механизм DOHC. Серия AR использует многие характеристики двигателей AZ, например, систему изменения фаз газораспределения или VVT-i, низкий коэффициент трения, включая смещённый коленчатый вал, роликовые коромысла для клапанного механизма, трёхступенчатый ТНВД, поршневые кольца с пониженным натяжением и вспомогательный ремень газораспределительного механизма. Индукционная система акустического контроля изменяет длину впускного клапана в два этапа в зависимости от оборотов и угла дроссельной заслонки, обеспечивая тем самым высокий крутящий момент в широком диапазоне оборотов двигателя. Новые регулирующие клапаны увеличивают сгорание топлива при холодной температуре и помогают быстро нагреть каталитические нейтрализаторы до рабочей температуры. Регулирующие клапаны, наряду с новыми 12-луночными топливными форсунками с длинным соплом высокого распыления, уменьшают количество топлива, прилипающего к впускным отверстиям, и, следовательно, обеспечивают максимальную экономию топлива и снижают вредные выбросы. 
Блок цилиндров имеет открытую палубу типа midi-skirt, чугунные вкладыши, нижний алюминиевый картер и штампованный масляный поддон. Коленчатый вал из кованой стали полностью сбалансирован восемью противовесами и поддерживается пятью основными подшипниками. Винтовая передача, запрессованная в противовес № 3, приводит в движение два противоположно вращающихся распределительных вала в нижнем картере. 

## 1AR-FE
1AR-FE — 2,7-литровый двигатель, впервые представленный на Venza и Highlander в конце 2008 года. В 2020 году был снят с производства.

### Устанавливался на
- Toyota Venza AGV10/15, 136 кВт (182 л. с.) при 5800 об/мин, 247 Н⋅м при 4200 об/мин
- Toyota Highlander ASU40, 140 кВт (190 л. с.) при 5800 об/мин, 252 Н⋅м при 4100 об/мин
- Toyota Highlander ASU50
- Toyota Sienna ASU40, 140 кВт (190 л. с.) при 5800 об/мин, 252 Н⋅м при 4100 об/мин
- Lexus RX AGL10, 138 кВт (188 л. с.) при 5800 об/мин, 252 Н⋅м при 4200 об/мин

## 2AR-FE (2AR-FBE)
2AR-FE — 2,5-литровый двигатель, впервые представленный в 2008 году на Toyota RAV4 в США и Канаде. В начале 2009 года этот двигатель заменил 2AZ-FE в моторной гамме Toyota Camry в США и Канаде, обеспечив экономию топлива на 11%. Рабочая масса двигателя составляет 147 кг. Двигатель выпускается в США, Канаде, Австралии, Новой Зеландии, Китае, Тайване, Корее, Малайзии, Таиланде, Филиппинах и Индонезии.

### Устанавливается на
- Toyota RAV4 (ASA33/38), 133 кВт (181 л. с.) при 6000 об/мин, 233 Н⋅м при 4000 об/мин
- Toyota RAV4 (ASA40/44), 178 л.с. (131 кВт; 176 л.с.) при 6000 об/мин, 233 Н⋅м при 4000 об/мин

- Toyota Camry ASV40 (базовая версия), 126 кВт (171 л. с.) при 6000 об/мин, 226 Н⋅м при 4100 об/мин
- Toyota Camry ASV40 (SE и по всему миру) 181 л.с. (133 кВт; 179 л.с.) при 6000 об/мин, 233 Н⋅м при 4100 об/мин
- Toyota Camry ASV50, 180 л.с. (132 кВт; 178 л.с.) при 6000 об /мин, 233 Н⋅м при 4100 об/мин
- Scion tC (AGT20), 180 л.с. (130 кВт), 173 фунт⋅ фут (235 Н⋅м)
- Toyota Alphard/Vellfire AH30, 182 л.с. (134 кВт; 180 л.с.) при 6000 об/мин, 235 Н⋅м при 4100 об/мин
- Toyota Alphard/Vellfire (AGH40/45), 182 л.с. (134 кВт; 180 л.с.) при 6000 об/мин, 235 Н⋅м при 4100 об/мин
- Lexus ES 250 (ASV60)

## 2AR-FXE
2AR-FXE является вариантом 2AR-FE с циклом Аткинсона. Он имеет тот же диаметр цилиндра и ход поршня, но кулачковые механизмы и поршни уникальны. Степень сжатия составляет 12,5:1. Мощность двигателя составляет 154 л. с.

### Устанавливается на
- Toyota Camry Hybrid (XV50)
- Toyota Avalon Hybrid (XX40)
- Toyota Harrier Hybrid (XU60)
- Lexus NX 300h (AZ10)
- Toyota Alphard/Vellfire Hybrid/Crown Vellfire (AH30)
- Lexus ES 300h (XV60)
- Toyota RAV4 Hybrid (XA40)
- Lexus LM 300h (AH30)
- Toyota Sienna Hybrid (4 поколение)

## 2AR-FSE
2AR-FSE является вариантом 2AR-FE с инжекторной системой подачи топлива D4-S и непосредственным впрыском топлива. Тепловой КПД составляет около 38,5%. Степень сжатия 13,0:1.
Мощность двигателя составляет 164 кВт (220 л. с.) при 6000 об/мин, а крутящий момент — 221 Н⋅м при 4200—5400 об/мин.

### Устанавливается на
- Lexus GS 300h
- Lexus IS 300h
- Lexus RC 300h
- Toyota Crown (S210)

## 5AR-FE
5AR-FE является 2,5-литровой версией AR. Впервые был представлен на Toyota RAV4 в Китае в 2013 году.

### Устанавливается на
- Toyota RAV4
- Toyota Camry

## 6AR-FSE
6AR-FSE является четырёхцилиндровым двигателем объём 1998 см3 с системой непосредственного впрыска топлива D4-S и VVT-iW. Двигатель работает по циклу Отто и циклу Аткисона в зависимости от мощности. Впервые двигатель был представлен на Toyota Camry в декабре 2014 года в Китае и в марте 2015 года в Таиланде. Мощность составляет 123 кВт (165 л. с.) при 6500 об/мин, а крутящий момент — 199 Н⋅м при 4600 об/мин.

### Устанавливается на
- Camry 2.0 (XV50, Россия, Китай, Таиланд)
- Camry 2.0 (модели XV70 для Мьянмы, Вьетнама, Камбоджи, Казахстана и Китая только в 2017—2018 годах)
- Lexus ES 200 (XV60)[10]

## 6AR-FBS
6AR-FBS является четырёхцилиндровым бензиновым двигателем объёмом 1998 см3 с системой непосредственного впрыска топлива D4-S и VVT-iW. Впервые был представлен в октябре 2018 года в Таиланде. Мощность составляет 123 кВт (167 л. с.) при 6500 об/мин, а крутящий момент — 199 Н⋅м при 4600 об/мин.

### Устанавливается на
- Camry 2.0 (XV70, Россия, Таиланд, Сингапур, Китай)

## 8AR-FTS
8AR-FTS является 2,0-литровым двигателем семейства AR с непосредственным впрыском топлива, турбонаддувом и VVT-iW. Двигатель работает по циклу Отто и циклу Аткисона. Впервые был представлен на Lexus NX200t. Мощность составляет 175 кВт (235 л. с.) при 4800—5600 об/мин, а крутящий момент — 350 Н⋅м при 1650—4000 об/мин. Двигатель оснащён системой впрыска Lexus ESTEC D-4ST.

### Устанавливается на
- Lexus NX 200t (переименован в NX 300) AGZ10/15
- Lexus IS 200t (переименован в IS 300) ASE30[13]
- Lexus GS 200t (переименован в GS 300) ARL10
- Lexus RX 200t (переименован в RX 300) AGL20/25[14]
- Toyota Crown ARS210/ARS220[15]
- Lexus RC 200t (переименован в RC 300) ASC10[16]
- Toyota Highlander (XU50, Китай)[17]
- Toyota Harrier Turbo (XU60, Япония, 2017—2020) ASU60[18][19]

## Галерея

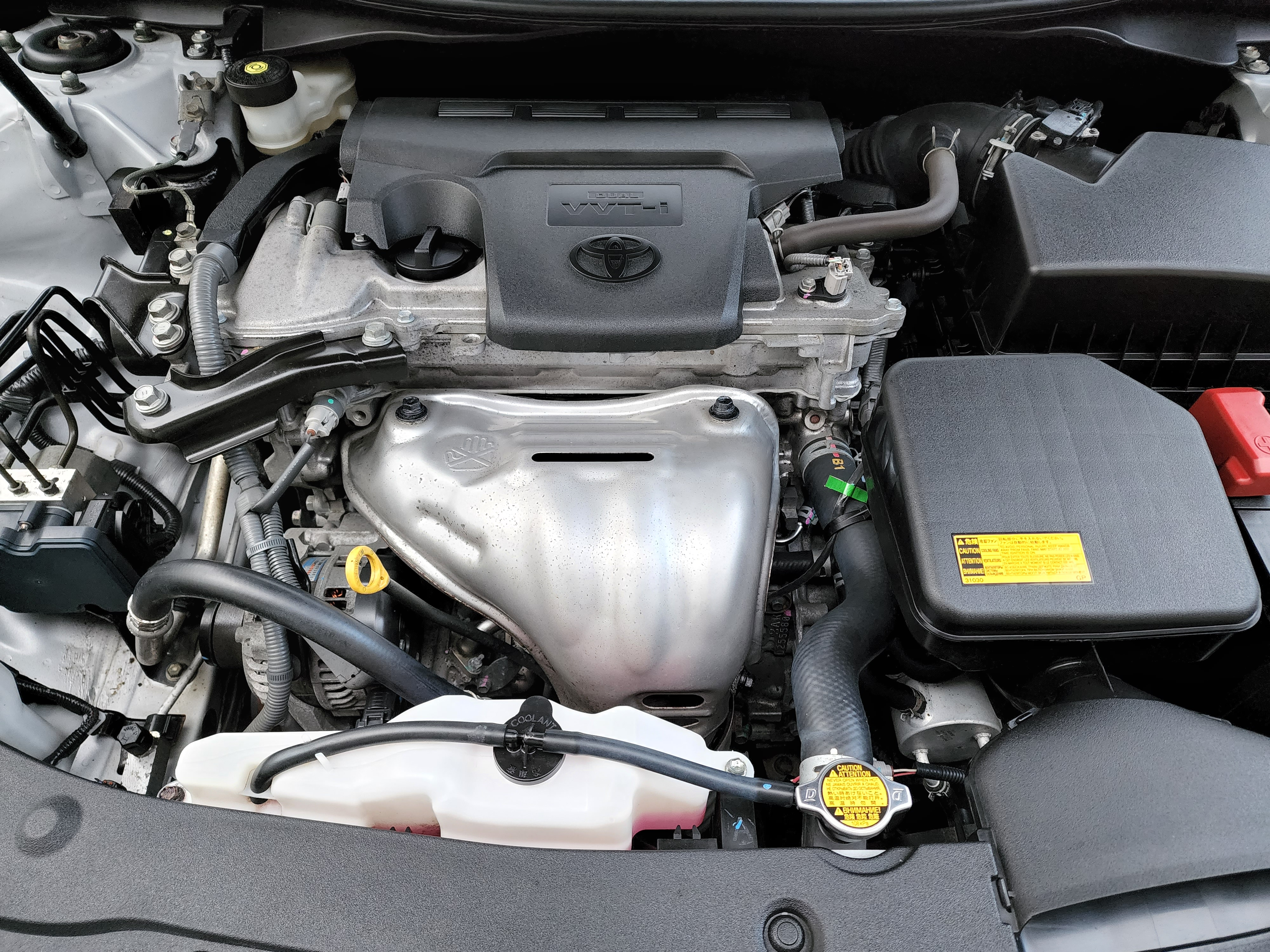
2AR-FE
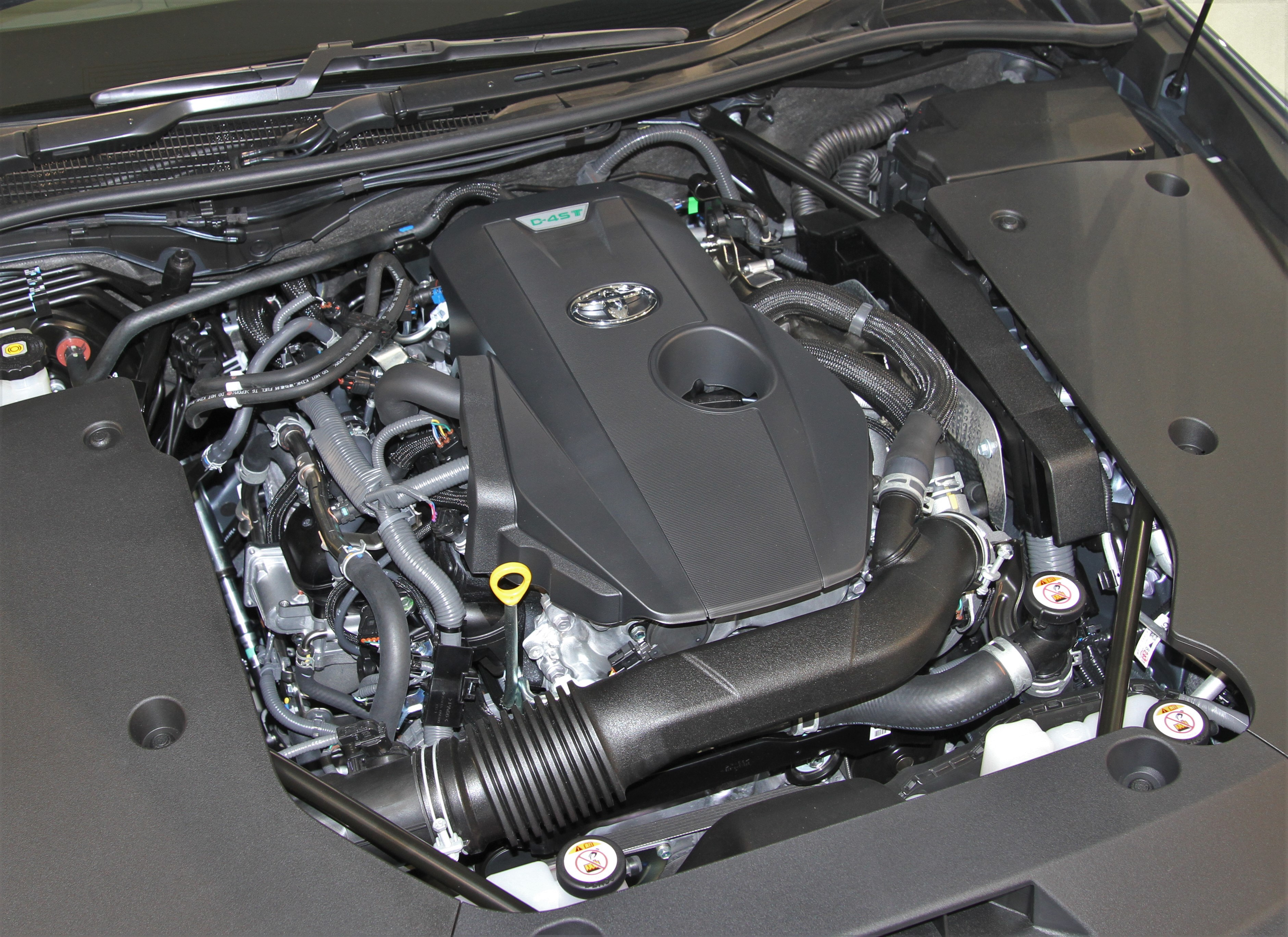
8AR-FTS